# کانتریل کورپوریشن
کانتریل کورپوریشن (انگلیسی: Contrail Corporation) شرکت بازی ویدئویی ژاپنی است، که در سال ۱۹۹۷ تأسیس شد.